# Egnasia sundana
Egnasia sundana là một loài bướm đêm trong họ Noctuidae.